# Caterina Rochira
Caterina Rochira (Torino, 13 luglio 1949) è una doppiatrice e direttrice del doppiaggio italiana.

## Doppiaggio

### Cinema
- Angela Bassett in Masked and Anonymous
- Diane Delano in La famiglia Addams si riunisce
- Mimie Mathy in Separati ma non troppo
- Fionnula Flanagan in Slipstream - Nella mente oscura di H.
- Betty White in Dennis colpisce ancora
- Sylvia Syms in I'll Sleep When I'm Dead
- Tess Harper in La scelta di Joey
- Deidre Hall in OP Center
- Beth Broderick in Homeland Security - A difesa della nazione
- Victoria Loving in Mayflower Madam
- Helen Shaver in Una gorilla per amica
- Kiti Mánve in Mai visto
- Ajita Wilson in Bocca bianca, bocca nera
- Joy McBrinn ne Le colline sanguinano

### Film d'animazione
- Sirene in Devilman - L'arpia Silen
- Draggie in Mio mini pony - Il film
- Atena in Appleseed
- Miss Ayumi in Project A-ko
- Lady Armaroid in Space Adventure Cobra
- Bodhotsa e l'addetta al ponte di comando in Macross - Il film
- Benisato in Ninja Scroll
- Madame Simone Lenoir in Scooby-Doo e l'isola degli zombie
- Sig.ra Claus in Santa Claus va in pensione
- Zia Milda in L'incredibile avventura del Principe Schiaccianoci
- Tsuru e Marin in One Piece Film: Z
- Amelia in Barbie - La principessa e la popstar
- Labella in Lanterna Verde - Prima missione
- Milady Agonysia ne Alla ricerca di Babbo Natale
- La Nonna in Panda! Go, Panda!

### Serie televisive
- Portia De Rossi in Ally McBeal, Nip/Tuck, Arrested Development - Ti presento i miei
- Bernice Brunson in Rimozione forzata
- Mimie Mathy (2ª voce) (ep. 43-79) in Joséphine, ange gardien
- Dianne Wiest in Law & Order: Criminal Intent
- Machiko Soga in Power Rangers
- Carla Perez in Power Rangers e Power Rangers in Space
- Maree Cheatham in Sam & Cat, Drake & Josh
- Jana Robbins in Law & Order: Criminal Intent
- Suly Röthlisberger in Il becchino
- Marcia Warren in The Crown

### Telenovelas
- Marcela Ruiz in Antonella
- Irene Ravache in Cara a cara
- Dora Baret in Celeste, Celeste 2
- Norma Herrera in Regina, Huracan
- Alejandra Darín in I due volti dell'amore
- Lolita Rodrigues in Terra nostra
- Ana Goya in Una vita

### Serie animate
- Amanda in Tex Avery Show
- Maya in Magica Doremì, Doredò Doremi, Mille magie Doremi
- Morgana in I Cavalieri dello zodiaco
- Camelot in Twin Princess - Principesse gemelle
- Zia Tilde in Dolceluna
- Sailor Galaxia in Sailor Moon
- Reine Devila (Oscuria) in Wedding Peach - I tanti segreti di un cuore innamorato
- Lady Chrystal in Biancaneve
- Debonair in Magic Knight Rayearth (1° doppiaggio)
- Falcon Lady in Biocombat
- Sig.na Fowl in Le avventure di Jimmy Neutron
- Sakura nei film di Lamù
- Slan in Berserk
- Reika Nogami e altri personaggi in City Hunter
- Chiyo in Naruto: Shippuden
- Sig.ra Haru in Dr. Slump (2º doppiaggio, serie 1980/86)
- Kureha, Albida (1° voce) e Kokoro (2° voce) in One Piece
- Tempesta in Insuperabili X-Men
- Lady Kayura in I cinque samurai
- Baba Yaga in Ever After High
- Genkai (anziana) in Yu Yu Hakusho
- Clancy Kanuka in Patlabor (primo e secondo OAV)
- Yan Lin in W.I.T.C.H.
- Nonna Butternut in Numb Chucks
- Strega del mare e Signora Rottenmeier in Le fiabe più belle
- Signora Minton in Sorridi, piccola Anna
- Enchantra (seconda voce) in Sabrina, the Animated Series
- Zenda/Magda in Prezzemolo
- Astronoma in Kulipari: L'esercito delle rane
- Vecchia Strega in Brividi e polvere con Pelleossa
- Baba la chiaroveggente in Dragon Ball Super
- Chiyo Shuzenji in My Hero Academia
- Dente molare in Jim Bottone
- Vari personaggi in Detective Conan
- Nonna in Kids and Cats
- Doraemon (stagione 1, direttrice del doppiaggio italiano)
- Nonna Trulla in Trulli Tales[1]
- Berenice Nagua Santini e Munuinia Ilyslym in Overlord

### Videogiochi
- Onno in Dinotopia (1995)[2]
- Caroline Martha Hubbard e Mary Hermione Debenham in Agatha Christie: Assassinio sull'Orient Express (2006)[3]
- Atropo in God of War II (2007)[4]
- Cleopatra in Dante's Inferno (2010)[5]
- Cyntia Wheaver in Alan Wake (2010)[6]
- Catherine Elizabeth Halsey in Halo: Reach (2010),[7] Halo 5: Guardians (2015)[8]
- Valerica in The Elder Scrolls V: Skyrim (2011)
- Zia Sarah in The Darkness II (2012)[9]
- Marta in Diablo III (2012)[10]
- Kyla in Dead Rising 3 (2013)[11]
- D'Vorah in Mortal Kombat X (2015)
- Rosa Manuela in Just Cause 3 (2015)[12]
- Wakako Okada in Cyberpunk 2077 (2020)[13]
- Malah in Diablo II: Resurrected (2021)[14]
- Moira e Gunny in Wavetale (2021)[15]
- Kel in Horizon Forbidden West (2022)[16]
- Eliza Vorez in The Quarry (2022)[17]
- Avatar femminile in Wild Hearts (2023)[18]
- Bareen, Kratia, Raskya e Seona in Diablo IV (2023)[19]
- Sorella Catherine in Indiana Jones e l'antico cerchio (2024)[20]
- Ela in Monster Hunter Wilds (2025)[21]